# Mycetina testaceitarsis
Mycetina testaceitarsis is een keversoort uit de familie zwamkevers (Endomychidae). De wetenschappelijke naam van de soort werd in 1926 gepubliceerd door Maurice Pic.